# Гренівський заказник
Гре́нівський зака́зник — ландшафтний заказник місцевого значення в Україні. Розташований у межах Благовіщенського району Кіровоградської області, біля села Гренівка (нині у складі с. Луполове) та Кошаро-Олександрівка. 
Площа 208,53 га. Створений рішенням Кіровоградського облвиконкому 2009 року. Перебуває у віданні Данилово-Балківської, Лозуватської та Луполівської сільських рад. 
Заказник створено з метою збереження ділянки яружно-балкової мережі з лучною та степовою рослинністю. На заболочених заплавних ділянках річки Шведівка, а також лівобережжя Південного Бугу, місцями зростає вологолюбна рослинність; на схилах балок є виходи на поверхню кристалічних порід у вигляді скель і валунів. У заказнику зростають астрагал шерстистоквітковий, ковила волосиста, ковила Лессінга, півники понтичні, сон лучний, шафран сітчастий, види, занесені до Червоної книги України. 
У другій половині 1940-х рр. на території поблизу с. Гренівки досліджувалося Гренівське поселення раннього етапу трипільської культури.